# Якутія (футбольний клуб)
Футбольний клуб «Якутія» (рос. Футбольный клуб «Якутия») — російський футбольний клуб з Якутська.

## Історія
Як професійний клуб заснований в 1991 року. В 1992–1993 роках грав у першій лізі першості Росії, найкраще досягнення — 7-е місце в зоні «Схід» першої ліги 1993 (не вистачило всього 2 очок для виходу в нову, об'єднану першу лігу 1994).
У цей період за команду грали такі яскраві гравці, як Юрій Пудишев (був граючим тренером), Олександр Харасахал, Володимир Місюченко, Олександр Музика, Олександр Зенько та інші, а очолював команду відомий радянський футболіст та тренер Володимир Кесарєв.
Є володарем Кубка Далекого Сходу 2010 року з футболу. З 2011 року знову вийшов на професійний рівень і є учасником Другого Дивізіону, Зона «Схід».

### Колишні назви
- 1991–1996 — «Динамо»
- 1997–2003 — «Монтажник»
- 2004–2007 — «Якутськ»
- 2008–2009 — «Факел-ШВСМ»
- 2010 — «ШВСМ»
- з 2011 — «Якутія»[1]